# Barczkowice
Barczkowice – wieś w Polsce, w województwie łódzkim, w powiecie radomszczańskim, w gminie Kamieńsk.
W latach 1975–1998 miejscowość administracyjnie należała do województwa piotrkowskiego.
W 1854 w Barczkowicach urodził się Stanisław Zdzitowiecki – późniejszy biskup.
4 września 1939 oddział Wehrmachtu wkraczający do wsi zgromadził w domu Jana Bajona ok. 60 osób. o zmierzchu pilnujący mieszkańców żołnierz niemiecki zastrzelił kilka osób, a reszcie kazał wyjść z budynku. Ponieważ ludzie bali się wyjść na zewnątrz żołnierz wrzucił do budynku granaty zabijając i raniąc kilka osób. Udało się historykom ustalić nazwiska 7 ofiar.